# Матросов Денис Володимирович
Денис Володимирович Матросов (нар.. 10 грудня 1972, Москва, Російська РФСР, СРСР) — російський актор театру і кіно, продюсер, режисер.

## Біографія
Народився 10 грудня 1972 року в Москві.

### Родина
- мати Матросова (Лосєва) Галина Федорівна (нар. 5 грудня 1940), учителька початкових класів, інструктор міськкому Профспілок СРСР, пенсіонерка;
- батько Матросов Володимир Іванович (2 липня 1946 — 15 травня 1984), інженер, архітектор, офіціант, метрдотель, творець першого в СРСР ресторану японської кухні «Сакура» в 1980 році. Директор ресторанного комплексу в Хаммер центрі;
- сестра Андрєєва (Лосєва) Ольга (нар. 7 травня 1967).
- Дружина — Ольга Матросова (Головіна) (нар. 28 жовтня. 1981)
  - син Федір Денисович Матросов (нар. 1 травня 2016)
  - падчерка Олександра Олександрівна Троцюк (Головіна) (нар. 9 травня 2001 року)
- Був у шлюбі з — актриса Марія Куликова (нар. 1977). У розлученні з 2015 року
  - син Іван Денисович Матросов (нар. 22 серпня. 2011) від Марії Куликової

### Навчання
З 1989 по 1991 рік навчався в Школі-студії МХАТ, потім з 1991 по 1994 рік у Щепкинському театральному училищі (курс Миколи Верещенка).

### Театральна кар'єра
З 1994 по 1995 рік проходив військову службу в Театрі Російської армії, де згодом відпрацював актором вісім років. З 2003 по 2005 рік брав участь у проєкті німецького диригента Герда Альбрехта — театральній постановці «Євгеній Онєгін» на музику Сергія Прокоф'єва у виконанні Віденського симфонічного оркестру та читців. З 2004 року грає в антрепризних театральних проєктах. З 2016 року генеральний продюсер в «Театрі Дениса Матросова», також продюсер вистав «Двоє в ліфті, не рахуючи текіли» і «Ти будеш мій!». З 2020 року запрошений режисер у Московському обласному театрі драми і комедії.

## Театральні роботи
Антрепризи

- "Трамвай «Бажання» " Теннессі Вільямса — Мітч
- «Будьте здорові, Месьє!» — служитель похоронного бюро Атропо
- «Справа в капелюсі» — Марчелло
- «Немовля на прокат» — Вільям Гаррісон
- «Фатальна пристрасть» — Капітан флагманського корабля Вікторі Англійського флоту, лорд Харді
- «Здрастуйте, я ваша теща» — Женя
- «Авантюрна сімейка» — Капітан естонської поліції Вельт «Вася»
- «Ханума» Авксентія Цагарелі. Режисер: Роберт Манукян — князь Коте Пантіашвілі
- «Шаленості любові» — видавець Анрі Ботені
- «Піпаркукас» — Антон
- «Божевільний вікенд» — Фредерік Вальтер
- «Пастка» — Даніель Корбан
- «Кіношники» — сценарист Бен Хект
- режисер вистави «Я подарую тобі небо» "
- «Двоє в ліфті, не рахуючи текіли» — коханець Макс, що застряг ввечері 8 березня в одному ліфті з законним чоловіком своєї пасії, якого грає Дмитро Орлов (Петро Красилів). Постановка «Театр Дениса Матросов»
- «Ти будеш мій!»- Народний артист Максим Романов, серце якого намагається завоювати сусідка знизу Катя Попова у виконанні Катерини Волкової та Олени Бірюкової. У виставі зайнята ще Поліна Борунова. Постановка «Театр Дениса Матросова»
- Московський обласний театр драми і комедії. Режисер-постановник вистави «Чарівна сила».
- Московський обласний театр драми і комедії. Режисер-постановник вистави «Дімич, не гони Зинона», за п'єсою Ольги Степнової «Не женіть чорного ченця».

## Фільмографія
1. 1990 — Зроблено в СРСР — Льоха, фотограф
2. 1996 — Любов на плоту — Митя
3. 2001 — Мусорщик — круп'є
4. 2001 — Зупинка на вимогу 2 — картковий шулер
5. 2001 — Фаталісти
6. 2002 — Навіть не думай — круп'є
7. 2002 — Дві долі — Вадим, товариш Олега Хлєбнікова
8. 2003 — Люди і тіні 2. Оптичний обман — Віталій Литовцев
9. 2003 — Подаруй мені життя — Костя
10. 2005 — Неділя у жіночій бані (серія № 4 «Перед заходом сонця») — Денис
11. 2005 — 2010 — Кармеліта — Антон Астахов
12. 2005 — Любов моя — Вадим Строєв
13. 2005 — Новий російський романс — Сергій Недельський, художник, чоловік Олени
14. 2006 — А Ви йому хто? — Віктор
15. 2006 — Сищики-5 (серія № 4 «Бий першим») — Федір Точільцев
16. 2007 — Білка в колесі — Костянтин, господар книжкової крамниці
17. 2007 — Тримай мене міцніше — Данило Шумов, продюсер з Москви
18. 2008 — Мара — Дмитро Колесніков
19. 2008 — Від тюрми та від суми — В'ячеслав, хірург
20. 2008 — Кухня
21. 2010 — Метель — Павло Петрович
22. 2010 — Зозуля — Роман, залицяльник Марини, син Валентини Петрівни
23. 2012 — Профіль вбивці — Микола Удальцов, полковник, начальник відділення профайлерів Московського карного розшуку (МУРу)
24. 2012 — Щасливий квиток — Анатолій Тетерін
25. 2013 — Будинок з ліліями — Родіон Камишов, чоловік Лілії
26. 2013 — Все на краще — Сергій
27. 2014 — Фатальний спадок — Григорій
28. 2014 — Я більше не боюся — Сергій Земцов
29. 2016 — Профіль вбивці 2 — Микола Удальцов, полковник, начальник відділення профайлерів Московського карного розшуку (МУРу)
30. 2016 — Домогосподар — Вільям Ковригін, журналіст, чоловік Ірини, батько Каті і Маші
31. 2017 — Уроки щастя — Герман, будівельник і рок-музикант
32. 2017 — Машкін будинок — Олексій Георгійович Звягін, завідувач відділенням хірургії
33. 2017 — Аварія — Аркадій Шумін, олігарх, власник компанії «BosomOil»
34. 2017 — Чужа — Віктор Жданов, чоловік Марини Жданової
35. 2018 — Ціна минулого — Олексій Головін, архітектор, чоловік Марії Головіної
36. 2019 — Сліпий поворот — Геннадій, власник автошколи, товариш Віталія Романова
37. 2021 — Втрачені — «Абикак»

## Робота на телебаченні
- З 1989 по 1991 рік — ведучий програми «У гостях у казки» на Першому каналі.
- З 1993 по 1995 рік вів програму «6 соток» (РТР)
- З 1995 по 1997 рік був провідним телефестивалю «Теле-Граф» на каналах НТВ, Телеекспо, ТВ-6 .
- З 2001 по 2003 рік був ведучим ранкового каналу «Настрій» на телеканалі ТВ Центр.
- B 2010 році в парі з фігуристкою Іриною Лобачовою брав участь в проєкті Першого каналу «Лід і полум'я»[1] .
- У 2011 році — учасник проєкту телеканалу Росія «Подаруй собі життя»[2]